# جامعة الدفاع الوطني

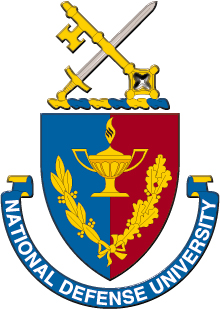
شعار جامعة الدفاع الوطني

جامعة الدفاع الوطني (بالإنجليزية: National Defense University)‏ تعرف اختصاراً NDU هي مؤسسة أمريكية للتعليم العالي تمولها وزارة الدفاع في الولايات المتحدة الأمريكية تقع في العاصمة الأمريكية واشنطن، تهدف المؤسسة إلى توفير التدريب والتعليم عالي المستوى لمنتسبي الجامعة إضافة إلى وتطوير إستراتيجية الأمن القومي في الولايات المتحدة.